# Tainy

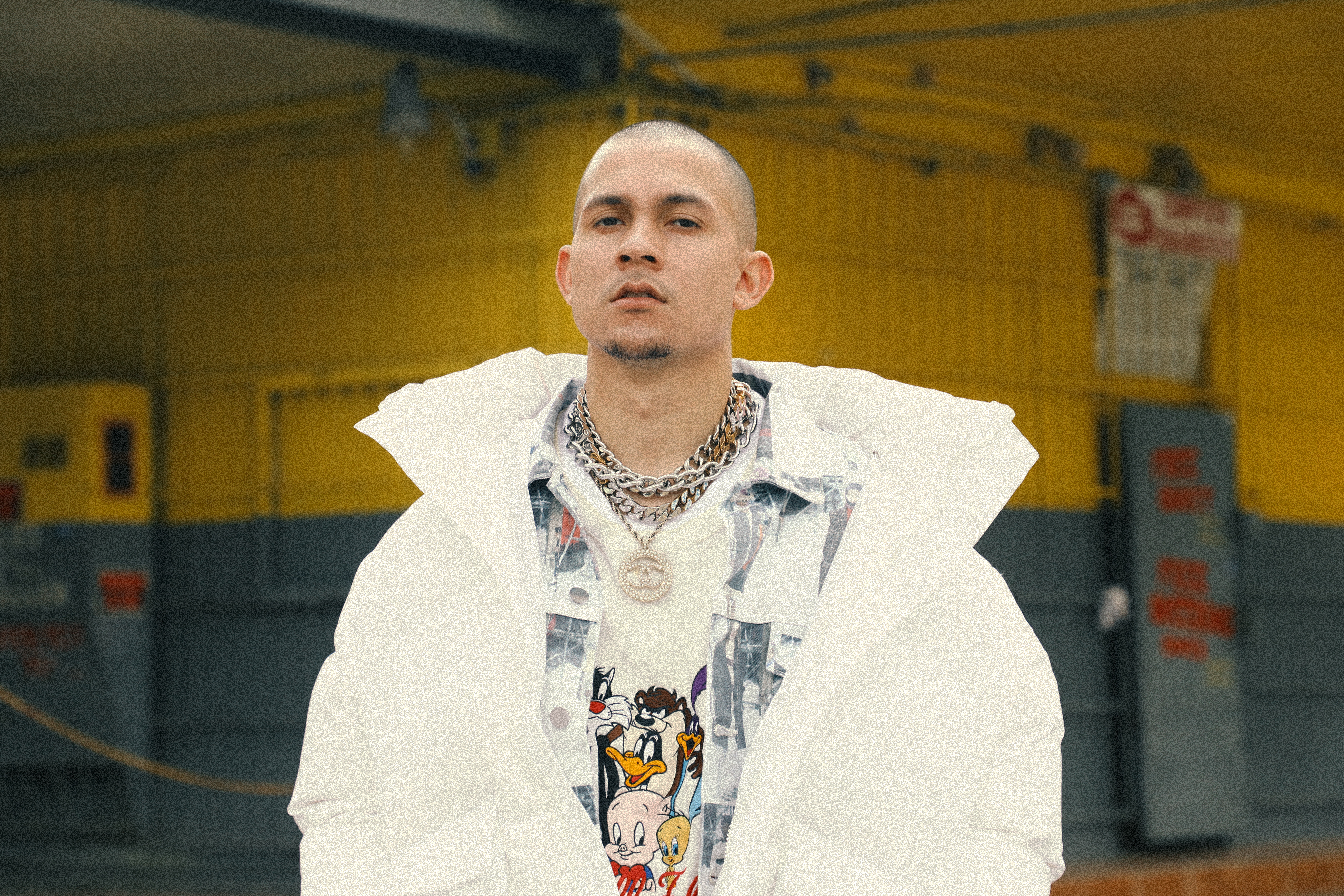
Tainy in 2020

Marco Masís, beter bekend als Tainy, is een Puerto Ricaanse reggaeton-producer uit San Juan.
Hij brak door als producer door zijn medewerking aan Mas Flow 2. Hij was toen slechts 16 jaar. Voor de volgende cd van Luny Tunes, Mas Flow: Los Benjamins, produceerde hij 15 nummers.

## Discografie
- 2005: Mas Flow 2
- 2005: Motivando a la Yal: Special Edition
- 2005: Sangre Nueva
- 2005: La Moda
- 2005: Pa'l mundo
- 2005: Voltio
- 2006: Top of the Line
- 2006: Pa'l Mundo deluxe edition
- 2006: Los Rompe Discotekas
- 2006: Más Flow 2.5
- 2006: Luny Tunes & Tainy: Mas Flow: Los Benjamins[1]
- 2006: Sangre Nueva Special Edition
- 2006: Los Vaqueros
- 2006: Los Bandoleros Reloaded
- 2006: The Bad Boy
- 2007: Top of The Line: El Internacional
- 2007: Luny Tunes & Tainy: Los Benjamins: La Continuación
- 2007: La Reunión
- 2007: El cartel: The Big Boss
- 2007: The Perfect Melody
- 2007: Los vaqueros: wild wild mixes
- 2007: It's My Time
- 2007: The Bad Boy: The Most Wanted Edition
- 2007: Wisin vs. Yandel: Los Extraterrestres
- 2007: Broke & Famous
- 2008: Semblante Urbano
- 2008: Showtime
- 2008: La melodía de la calle
- 2008: Los Extraterrestres: Otra Dimensión
- 2008: Talento de barrio
- 2008: Luny Tunes Presents: Erre XI
- 2008: Masacre Musical
- 2008: El Fenómeno
- 2009: Down to Earth
- 2009: Welcome to the jungle
- 2009: La revolución
- 2009: The Last
- 2009: The Black Frequency
- 2009: La Melodía de la calle: Updated
- 2009: La Revolución: Evolución
- 2010: My World
- 2010: El Momento
- 2010: Drama Queen
- 2011: Los vaqueros: el regreso
- 2011: Música + alma + sexo
- 2011: Formula, Vol. 1
- 2011: La Verdadera Maquina
- 2012: Los Líderes
- 2012: La fórmula
- 2013: My World 2: The Secret Code
- 2013: Los Sucesores
- 2013: Geezy Boyz The Album
- 2013: De lider a leyenda[2]
- 2013: Sentimiento, Elegancia & Maldad
- 2014: El regreso del sobreviviente
- 2014: Legacy (ep)
- 2014: Love and Sex
- 2015: La Melodía de la Calle 3rd Season
- 2015: La Artilleria Vol. 1
- 2015: Dangerous
- 2015: Revolucionario
- 2016: Alto Rango
- 2017: Update
- 2018: X100pre
- 2019: Hurt By You
- 2019: OASIS
- 2019: The Kids That Grew Up On Reggaeton
- 2020: YHLQMDLG